# Johann Heinrich Steinthal
Johann Heinrich Steinthal (* 16. Dezember 1825 in Hamburg; † 30. Dezember 1911 ebenda) war ein deutscher Rechtsanwalt.

## Leben
Steinthal war ein Sohn des Hamburger Kaufmanns Moritz Steinthal († 1848), der schon im Kindesalter von Stendal nach Hamburg gekommen war. Im Anschluss an den Schulbesuch auf dem Johanneum begann Steinthal im Frühjahr 1846 ein Universitätsstudium und wurde am 6. Juli 1849 in Heidelberg zum Dr. jur. promoviert. In Hamburg erwarb er das Großbürgerrecht und wurde am 20. August 1849 am Obergericht als Advokat zugelassen. Per Dekret des Hamburger Senats vom 8. August 1879 wurde er Rechtsanwalt an den drei Gerichtsinstanzen. Aufgrund der Zunahme seiner nebenamtlichen Tätigkeiten ließ er sich 1890 von der Liste der Rechtsanwälte löschen. 
Er wurde im Mai 1883 zum rechtsgelehrten Mitglied der Schätzungskommission ernannt, die für erforderliche Enteignungen im Zusammenhang mit dem Zollanschluss Hamburgs eingesetzt wurde. Die Zuständigkeit dieser Kommission wurde 1886 auf sämtliche Enteignungen in Hamburg sowie weitere Entschädigungssachen ausgedehnt. Steinthal war bis Dezember 1893 deren stellvertretender Vorsitzender. Zudem amtierte er ab November 1885 als Vorsitzender des Schiedsgerichts für Unfallsachen. Nach dessen der Umwandlung in das Schiedsgericht für Arbeiterversicherung im Dezember 1900 blieb er Vorsitzender. Durch sein Ausscheiden aus der Schätzungskommission im Jahr 1893 drohte ein Verlust der Eigenschaft als öffentlicher Beamter, die jedoch für das Amt des Vorsitzenden des Schiedsgerichts vonnöten war. Um Steinthals Erfahrungen auf diesem Gebiet nicht zu verlieren und seinen Beamtenstatus zu erhalten, beantragte der Senat am 24. November 1893 ihn dem Vorstand des Amts für das Justitzwesen direkt zu unterstellen. Der Antrag wurde am 6. Dezember 1893 von der Hamburgischen Bürgerschaft genehmigt.
In den Jahren 1871, 1874, 1877 und 1880 fungierte er als Wahlkommissar bei den Reichstagswahlen. Zudem war er von Oktober 1881 bis April 1883 Reichsstempelrevisor. Steinthal wurde für den Zeitraum von 1862 bis 1865 für den entlassenen August Friedrich Brödermann in die Hamburgische Bürgerschaft einberufen, nachdem er im Kirchspiel St. Petri als Ersatzmann gewählt worden war. Zudem war er von 1885 bis 1892 ein weiteres Mal Mitglied der Bürgerschaft.
Steinthal trat am 1. Oktober 1904 in den Ruhestand.